# Pierre Douville
Pour les articles homonymes, voir Douville (homonymie).
Ne doit pas être confondu avec Douville (enseigne).
Pierre Douville, né à Saint Pierre du Nord (sur l'Île Saint Jean, aujourd'hui Île-du-Prince-Édouard) le 9 août 1745 et mort à Portsmouth le 17 juin 1794), est un officier de marine français ayant servi dans la marine royale française, la marine américaine et la marine de la république française.

## Biographie

### Enfance à l'île St Jean
Pierre Douville, fils de François, navigateur, habitant pêcheur et Marie Elisabeth Roger. Il est le dixième enfant de la famille, né et baptisé le même jour, le 9 août 1745 à Saint-Pierre-du-Nord, un havre au nord de l'île Saint-Jean, proche de l'Acadie voisine et de Louisbourg. Son parrain est son frère ainé Jacques et sa marraine Josèphe Charpentier. Il découvre la mer en compagnie de son père François, l'un des premiers habitants de l'île et de ses frères Jacques et Philippe Charles. 
Il est déporté ainsi que sa famille en 1758 à la suite de l'invasion des troupes britanniques dans l'île. Il débarque ainsi à Saint-Malo dans le plus grand dénuement perdant une partie de sa famille lors de la traversée et à l'arrivée le 23 janvier 1759. 
Embarqué pendant quelques années en France, il repart avec sa mère et ses frères et sœurs à Saint-Pierre-et-Miquelon en 1763.

### Installé auRhode Island
De 1763 à 1770, il navigue et devient familier des côtes américaines. Il s'installe ensuite à Pawtucket dans le Rhode Island, une colonie américaine particulièrement active dans le commerce maritime avec les antilles. Il y côtoie des navigateurs et des armateurs dont les frères Brown. Fort de ses contacts à St Pierre et Miquelon et en France, il se propose vers 1774 d'approvisionner les américains en armes et poudre. Il est possible selon Gérard Scavennec qu'il ait participé à l'affaire du Gaspee
Il s'engage dans la Marine américaine en 1776 et y devient rapidement lieutenant de corvette. Il sert notamment sous les ordres d'Abraham Whipple, de Esek Hopkins et de John Paul Jones sur l'Alfred. 
S'étant créé de solides amitiés parmi les insurgents, il épouse en 1778 une fille d'un colonel de milice Cynthia Aborn qui lui ouvre les portes de la haute société locale.

### Engagé dans la guerre d'indépendance des Etats Unis
À la demande de George Washington, il pilote, en 1778, l'escadre de d'Estaing sur les côtes américaines puis, en 1780, l'escadre de Ternay. il reçoit des témoignages de satisfaction.
Membre de l'escadre de Grasse, il participe le 12 avril 1782, à la bataille des Saintes puis entre dans la marine de commerce et fait de fréquents voyages à St Pierre et Miquelon. 

### Volontaire pour servir la Révolution Française
Membre fondateur de la Société des Cincinnati du Rhode Island, il s'installe à Paris à la fin de décembre  1792 où il rencontre le Citoyen Monge, Ministre de la Marine qu'il essaye de convaincre de lui donner un commandement. Il obtient finalement un brevet de lieutenant de vaisseau dans la Marine française. En janvier 1793, il embarque à Brest sur l'Achille.). 
Second de l'Achille, il est nommé capitaine de vaisseau en février 1794 et, comme commandant de l'Impétueux (en) dans l'escadre de Villaret de Joyeuse, participe aux combats de prairial. 
Blessé et capturé le 1er juin 1794, il meurt à Portsmouth seize jours plus tard. 
Il est enterré au Swan Point Cemetery à Providence (Rhode Island).

### Descendance
Il eut cinq enfants : 
- Pierre/Peter : né à Warwick (Rhode Island), marié à Rebecca Battey le 8 avril 1804 à Providence,  tué lors d'une bataille contre les indiens le 2 octobre 1824 à Apalachicola (Floride)
- Cynthia : née à Warwick (RI)   le 29 octobre 1783, mariée à John Willis le 29 décembre 1806 à Providence. 17 enfants.
- Charles Laure : né à Warwick (RI), baptisé à St Pierre (St Pierre et Miquelon) le 14 avril 1786, baptisé à St Pierre (St Pierre et Miquelon) le 14 juillet 1788, il est marin et décède sur les côtes d'Afrique vers 1822.
- Samuel Joseph : né à St Pierre (St Pierre et Miquelon). le 22 juillet 1787. Il est marin.
- Marie/Mary : née à Warwick (RI) le 22 novembre 1789 et décédée le 13 octobre 1796 à Warwick.

Cynthia Douville et Sarah A. Tinkham héritèrent de l'uniforme troué de leur grand père et du tableau ci-dessus qu'elles donnèrent en 1887 à l'Université Brown où il se trouve toujours aujourd'hui. 